# Кейп Канаверал (авиобаза)
Военновъздушната база Кейп Каневерал е космодрум на Министерството на отбраната на САЩ. Той се намира на нос Канаверал в близост до Космическия център Джон Ф. Кенеди.

## История
Зоната се използва от 1949 година насам. Била е ВВС тестова база, а по-късно е станала дом на първите балистични и космически ракети на САЩ.

## Използване днес

### Комплекс за изстрелвания 17 (LC-17)
LC-37 първоначално се използвал за изстрелване на ракетите Тор. Използва се за изстрелване на ракетите Делта II. Оттук са излитали и ракетите Делта III.

### Комплекс за изстрелвания 37 (LC-37)
Първоначално комплексът се е използвал за изстрелване на ракетите Сатурн I. Използва се за изстрелване на ракетите Делта IV.

### Комплекс за изстрелвания 40 (LC-40)
Комплексът е бил използван за изстрелване на ракетите Титан III и Титан IV. Модифицирана за изстрелвания на ракетите Фалкън 9.

### Комплекс за изстрелвания 41 (LC-41)
Първоначално от комплекса са се изстрелвали ракетите Титан III и Титан IV. Използва се за изстрелване на ракетите Атлас V.

### Комплекс за изстрелвания 46 (LC-46)
Комплексът се използва за изстрелване на ракетите Атина.